# Kind of Blue (groupe)
Ne doit pas être confondu avec Kind of Blue.
Kind of Blue est un groupe de pop allemand.

## Histoire
Le groupe est fondé en 1995 par Katrin Holst et Bernd Klimpel, qui jouaient dans des groupes d'école. Plus tard, Frank Spinngieß et Lars Köster viennent. Le groupe prend son nom d'un album de Miles Davis.
En 2000, le groupe retient l'attention lorsqu'il termine troisième du concours de sélection pour l'Allemagne pour le concours Eurovision de la chanson, derrière Stefan Raab et Corinna May, avec la chanson Bitter Blue. La même année sort le premier album In Sight.
Quand le chanteuse part, le groupe d'abord ne joue plus. En 2003, la Polonaise Lidia Kopania devient la nouvelle chanteuse. Le groupe sort alors un second album.

## Discographie
Albums
- 2000 : In Sight
- 2004 : Beating the Morning Rush

Singles
- 2000 : Bitter Blue
- 2000 : The Same
- 2005 : Pocaluj Mnie (EP en polonais)

## Source de la traduction
- (de) Cet article est partiellement ou en totalité issu de l’article de Wikipédia en allemand intitulé « Kind of Blue (Band) » (voir la liste des auteurs).